# Powerslave
Powerslave je peti studijski album britanske heavy metal grupe Iron Maiden, objavljen 3. rujna 1984. Prepoznatljiv je po prednjem omotu koja prikazuje prizor na temu Egipta. 
Sadrži pjesmu "Rime of the Ancient Mariner" koja koristi određene dijelove poeme S. T. Coleridgea Rime of the Ancient Mariner. Ta je pjesma bila i najduža koju je grupa ikad napisala, trajući 13 minuta i 36 sekundi, ali ju je 2015. godine na tom mjestu zamijenila "Empire of the Clouds" s albuma The Book of Souls. To je također i posljednji album koji sadrži instrumental: "Losfer Words (Big 'Orra)". Pjesme "2 Minutes to Midnight" i "Aces High" su objavljene kao singlovi.
Reizdanje albuma iz 1995. sadrži bonus CD koji sadrži B-strane originalnih singlova. Ponovno je objavljen 1998. s ekstra multimedijalnom sekcijom u kojoj su spotovi pjesama "2 Minutes to Midnight" i "Aces High".
Na remasteriranom izdanju albuma pjesme "Back in the Village" i "Powerslave" odvojene su na krivom mjestu, čineći pjesmu "Back In The Village" dužom, a pjesmu "Powerslave" kraćom.

## Popis pjesama
| 1.    | »Aces High«                               | Steve Harris                  | 4:29  |
| 2.    | »2 Minutes to Midnight«                   | Adrian Smith, Bruce Dickinson | 5:59  |
| 3.    | »Losfer Words (Big 'Orra)« (instrumental) | Harris                        | 4:12  |
| 4.    | »Flash of the Blade«                      | Dickinson                     | 4:02  |
| 5.    | »The Duellists«                           | Harris                        | 6:06  |
| 6.    | »Back in the Village«                     | Smith, Dickinson              | 5:20  |
| 7.    | »Powerslave«                              | Dickinson                     | 6:47  |
| 8.    | »Rime of the Ancient Mariner«             | Harris                        | 13:36 |
| 50:31 |                                           |                               |       |

## Izvođači
- Bruce Dickinson – pjevač
- Dave Murray – gitara
- Adrian Smith – gitara
- Steve Harris – bas-gitara, prateći vokali
- Nicko McBrain – bubnjevi

## Top ljestvice

### Album
| Godina | Ljestvica               | Pozicija |
| ------ | ----------------------- | -------- |
| 1984.  | UK Top Ljestvica Albuma | #2       |
| 1984.  | Billboard Hot 200       | #21      |

### Singlovi
| Godina | Singl                   | Ljestvica          | Pozicija |
| ------ | ----------------------- | ------------------ | -------- |
| 1984.  | "2 Minutes to Midnight" | UK Top 50 Singlova | #11      |
| 1984.  | "Aces High"             | UK Top 50 Singlova | #20      |